# Іган (Луїзіана)
Іган (англ. Egan) — переписна місцевість (CDP) в США, в окрузі Акадія штату Луїзіана. Населення — 618 осіб (2020).

## Географія
Іган розташований за координатами 30°14′44″ пн. ш. 92°30′42″ зх. д. / 30.24556° пн. ш. 92.51167° зх. д. (30.245515, -92.511594).  За даними Бюро перепису населення США в 2010 році переписна місцевість мала площу 12,59 км², з яких 12,56 км² — суходіл та 0,03 км² — водойми.

## Демографія
Згідно з переписом 2010 року, у переписній місцевості мешкала 631 особа в 236 домогосподарствах у складі 176 родин. Густота населення становила 50 осіб/км².  Було 255 помешкань (20/км²).
Расовий склад населення:
| - 97,0 % — білих - 2,2 % — чорних або афроамериканців - 0,3 % — корінних американців |

До двох чи більше рас належало 0,5 %. Частка іспаномовних становила 1,4 % від усіх жителів.
За віковим діапазоном населення розподілялося таким чином: 27,3 % — особи молодші 18 років, 59,5 % — особи у віці 18—64 років, 13,2 % — особи у віці 65 років та старші. Медіана віку мешканця становила 38,3 року. На 100 осіб жіночої статі у переписній місцевості припадало 101,6 чоловіків;  на 100 жінок у віці від 18 років та старших — 97,8 чоловіків також старших 18 років.
За межею бідності перебувало 35,6 % осіб, у тому числі 0,0 % дітей у віці до 18 років та 63,4 % осіб у віці 65 років та старших.
Цивільне працевлаштоване населення становило 157 осіб. Основні галузі зайнятості: сільське господарство, лісництво, риболовля — 58,0 %, виробництво — 35,7 %, науковці, спеціалісти, менеджери — 4,5 %.